# Districte de Saint-Dié-des-Vosges
El Districte de Saint-Dié-des-Vosges és un dels tres districtes amb què es divideix el departament francès dels Vosges, a la regió del Gran Est. Té 9 cantons i 90 municipis. El cap del districte és la sotsprefectura de Saint-Dié-des-Vosges

## Cantons
cantó de Brouvelieures - cantó de Corcieux - cantó de Fraize - cantó de Gérardmer - cantó de Provenchères-sur-Fave - cantó de Raon-l'Étape - cantó de Saint-Dié-des-Vosges-Est - cantó de Saint-Dié-des-Vosges-Oest - cantó de Senones